# Landesbeschreibung
Als Landesbeschreibung wurden frühe Formen der geografischen Landesaufnahme bezeichnet. Ab dem 17. Jahrhundert verstand man darunter eine Sammlung topografischer Karten kombiniert mit textlicher Beschreibung von Landschaft und Städten.
Bekannte Werke dieses Genres sind u. a.:
- die Declaratio Tabulae Bavaricae, eine Landesbeschreibung Bayerns von Philipp Apian von 1580
- der Tiroler Adler von Matthias Burglechner von 1608–1636, eine historisch-politische Landesbeschreibung der Grafschaft Tirol
- Marx Sittich von Wolkensteins Landesbeschreibung Tirols (vor allem Südtirols), um 1600[1]
- Neue Landesbeschreibung der zwei Herzogtümer Schleswig und Holstein von 1652
- die Württembergische Landesbeschreibung von Jakob Frischlin 1613, siehe die Sage vom Hirschgulden
- der Codex Welser, eine um 1720 entstandene Bestandsaufnahme des Herzogtums Jülich
- Oberamtsbeschreibungen in Süddeutschland, z. B. vom Topographischen Bureau des Königreichs Württemberg
- Johann Goswin Widders Geographisch-Historische Beschreibung der Kurpfalz von 1786.

Als (noch anders benannte) Vorgänger dieser Sammelwerke können gelten:
- die Carta Marina von Skandinavien und die zugehörigen Kommentare Historia de gentibus septentrionalibus, die Olaus Magnus nach 12-jähriger Arbeit 1539 in Venedig herausgab
- die Frisiae descriptio von Henricus Ubbius um 1530.

Eher im wirtschaftlichen Sinn ist hingegen die Neue Landesbeschreibung der süddänischen Provinzen von Heinrich Rantzau (um 1570) zu verstehen.
Auch aktuelle Werke haben den Charakter früherer Landesbeschreibungen, z. B. der Historische Atlas von Bayern.
Siehe auch:
- Ulrich Campell: Raetiae alpestris topographica descriptio (Topographische Beschreibung des alpinen Rätiens/des rätischen Alpenlandes). Chur 1573[2]
- Josias Simler: De Alpibus commentarius (Kommentar zu den Alpen) von 1574[3]
- Topographia Ducatus Montani von 1715 (älteste topografische Darstellung des gesamten Bergischen Landes mit dem Herzogtum Berg)